# Алфонсо III Арагонски
Алфонсо III Арагонски (на испански: Alfonso III de Aragón; * 1265, Валенсия; 18 юни 1291, Барселона), с прозвище „Свободния“, също „Откровения“, е 11-и крал на Арагон и граф Барселона от 1285 г.

## Произход
Той е най-голям син на Педро III Арагонски и Констанца Сицилианска, дъщеря на Манфред Хохенщауфен.

## Крал на Арагон (1285 – 1291)
Наследява короната на Арагон след смъртта на баща му през 1285 г.

### Превземане на Балеарските острови
Скоро след встъпването на престола той провежда кампания за присъединяване на Балеарските острови към Кралство Арагон. Островите са загубени заради разделянето на кралството от неговия дядо Хайме I Арагонски. Така през 1285 г. той обявява война на своя чичо Хайме II Майоркски и побеждавайки го, завзема Майорка (1285 г.) и Ибиса (1286 г.). 

### Смърт и наследяване
На 18 юни 1291 г. Алфонсо III неочаквано умира, като не оставя деца. В резултат на това крал на Арагон, Валенсия и Майорка става брат му Хайме II. Съгласно завещанието на брат си Хайме е длъжен да предаде сицилианската корона на малкия си брат Федериго II, но Хайме отказва да изпълнява завещанието, желаейки да съхрани за себе си и Сицилия.